# Lliura siriana
La lliura siriana (àrab: ليرة سورية, līra sūriyya o, simplement, ليرة, līra, pl. ليرات, līrāt) és la moneda de Síria. El codi ISO 4217 és SYP i s'utilitzen les abreviacions LS i £S, entre d'altres. Tradicionalment s'ha subdividit en 100 piastres (en àrab قرش, qirx, pl. قروش, qurūx), tot i que actualment, a causa de la inflació, la fracció ja no s'utilitza.

## Història
Abans de la Primera Guerra Mundial, Síria formava part de l'Imperi Otomà i la moneda de curs legal era la lira. Arran de la caiguda de l'Imperi, la unitat monetària en ús va passar a ser la lliura egípcia el 1918. En agafar el control de Síria i del Líban, els francesos van substituir la lliura egípcia per una nova moneda per a tots dos països, la lliura siriana, amb canvi fix respecte al franc francès a raó de 20 francs per lliura siriana. El 1937, Síria va començar a encunyar la seva pròpia moneda, ja deslligada de la libanesa, tot i que en un principi eren intercanviables. Ja fa molts anys, però, que totes dues monedes van per separat, com ho demostra el fet que actualment la lliura siriana és 30 vegades més forta que la libanesa.

## Monedes i bitllets
Emesa pel Banc Central de Síria (en àrab مصرف سورية المركزي, Maṣraf Sūriyya al-Markazī), en circulen monedes d'1, 2, 5, 10 i 25 lliures, i bitllets de 50, 100, 200, 500 i 1.000 lliures (els anteriors bitllets de 5, 10 i 25 lliures s'han substituït per monedes).

## Taxes de canvi
- 1 EUR = 66,7116 SYP (4 de juliol del 2006)
- 1 USD = 52,1280 SYP (4 de juliol del 2006)